# Finer Feelings
"Finer Feelings" er en sang af den australske sangeren Kylie Minogue fra hendes fjerde studiealbum Let's Get to It (1991). Sangen blev udgivet som albummets fjerde og sidste single i april 1992.

## Formater og sporliste
CD single
1. "Finer Feelings" (Brothers in Rhythm 7" Mix) – 3:47
2. "Finer Feelings" (Brothers in Rhythm 12" Mix) – 6:47
3. "Finer Feelings" (Original Mix/Album version) – 3:55
4. "Closer" (The Pleasure Mix)

Kassette-single
1. "Finer Feelings" (Brothers in Rhythm 7" Mix) – 3:47
2. "Closer" (Edit)

7" single
1. "Finer Feelings" (Brothers in Rhythm 7" Mix) – 3:47
2. "Closer" (Edit)

12" single
1. "Finer Feelings" (Brothers in Rhythm 12" Mix) – 6:47
2. "Closer" (The Pleasure Mix)

## Hitlister
| Hitliste (1992)                         | Placering |
| --------------------------------------- | --------- |
| Australien (ARIA Charts)                | 60        |
| Europa (Eurochart Hot 100 Singles)      | 45        |
| Tyskland (Media Control Charts)         | 61        |
| Irland (Irish Singles Chart)            | 16        |
| Slovenien (Slovenian Singles Chart)     | 25        |
| Sydafrika (South African Singles Chart) | 25        |
| Storbritannien (UK Singles Chart)       | 11        |